# Przemysław Krajewski
Przemysław Krajewski (Ciechanów, 20 de enero de 1987) es un jugador de balonmano polaco que juega de extremo izquierdo en el Orlen Wisła Płock. Es internacional con la Selección de balonmano de Polonia.
Con la selección ganó la medalla de bronce en el Campeonato Mundial de Balonmano Masculino de 2015.

## Palmarés

### Wisla Plock
- Copa de Polonia de balonmano (3): 2022, 2023, 2024
- Liga de Polonia de balonmano (1): 2024

## Clubes
- MKS Jurand Ciechanów (2002-2009)
- Nielba Wągrowiec (2009-2012)
- KS Azoty Pulawy (2012-2017)
- Orlen Wisła Płock (2017- )[3]